# Alphonse Areola
Alphonse Francis Areola, född 27 februari 1993 i Paris, är en fransk fotbollsmålvakt med filippinsk härkomst som spelar för West Ham United. Han representerar även det franska landslaget. 

## Klubbkarriär
I juni 2015 lånades Areola ut till spanska Villarreal över säsongen 2015/2016.
Den 2 september 2019 lånades Areola ut till den spanska storklubben Real Madrid över säsongen 2019/2020. Den 9 september 2020 lånades Areola ut till Fulham över säsongen 2020/2021. Den 29 juli 2021 lånades han ut till West Ham United på ett säsongslån med option för köp. Den 27 juni 2022 köptes Areola loss av West Ham United, där han skrev på ett femårskontrakt med option för ett år till.

## Landslagskarriär
Alphonse Areola vann VM-guld med Frankrike i VM 2018, som en av två reservmålvakter bakom ordinarie Hugo Lloris.
I november 2022 blev Areola uttagen i Frankrikes trupp till VM 2022.